# AFC Champions League 2018
Die AFC Champions League 2018 war die 16. Spielzeit des wichtigsten asiatischen Wettbewerbs für Vereinsmannschaften im Fußball unter dieser Bezeichnung und die 37. insgesamt. Am Wettbewerb nahmen in dieser Saison 46 Klubs aus 20 Landesverbänden der AFC teil. Die Saison begann mit der ersten Qualifikationsrunde am 16. Januar und endete mit dem Rückspiel des Finales am 10. November 2018.
Der japanische Verein Kashima Antlers gewann den Wettbewerb zum ersten Mal durch ein 2:0-Sieg im Hinspiel und einem 0:0-Unentschieden im Rückspiel gegen Persepolis Teheran aus dem Iran und qualifizierte sich damit als Repräsentant der AFC für die FIFA-Klub-Weltmeisterschaft 2018 in den Vereinigten Arabischen Emiraten. Titelverteidiger Urawa Red Diamonds aus Japan konnte sich nicht für den Wettbewerb qualifizieren.
Torschützenkönig wurde der Algerier Baghdad Bounedjah vom al-Sadd SC mit 13 Toren. Zum besten Spieler des Wettbewerbs wurde der Japaner Yūma Suzuki ernannt.

## Qualifikation
Die Spielpaarungen in den drei Qualifikationsrunden wurden nach der in die West- und Ostregion aufgeteilten AFC-Vierjahreswertung 2016 und der Zugangsliste gesetzt, wobei Begegnungen zwischen Mannschaften desselben Landesverbandes ausgeschlossen waren. Die Qualifikationsrunden wurden in jeweils einem Spiel entschieden, wobei der Verein aus dem höhergesetzten Verband jeweils Heimrecht hatte. Bei einem Gleichstand wurde zunächst eine Verlängerung gespielt und dann gegebenenfalls ein Elfmeterschießen angewendet.
Die acht Sieger der Play-off-Runde erreichten die Gruppenphase. Die unterlegenen Mannschaften aus den Verbänden, die nur jeweils ein Team in die Champions League entsenden, spielten in der Gruppenphase des AFC Cups weiter. Dazu gehörten die Vereine aus Bahrain, Indien, Indonesien, Jordanien, Malaysia, Myanmar, den Philippinen, Singapur und Vietnam.

### Erste Qualifikationsrunde
Die Spiele fanden am 16. Januar 2018 statt.
|             | Ergebnis             |                 | Region |
| ----------- | -------------------- | --------------- | ------ |
| Bali United | 3:1                  | Tampines Rovers | Ost    |
| Shan United | 1:1 n. V. (3:4 i E.) | Ceres-Negros FC | Ost    |

### Zweite Qualifikationsrunde
Die Spiele fanden am 23. Januar 2018 statt.
|                   | Ergebnis  |                       | Region |
| ----------------- | --------- | --------------------- | ------ |
| Eastern AA        | 2:4       | FLC Thanh Hóa         | Ost    |
| Muangthong United | 5:2       | Johor Darul Ta’zim FC | Ost    |
| Chiangrai United  | 2:1 n. V. | Bali United           | Ost    |
| Brisbane Roar     | 2:3       | Ceres-Negros FC       | Ost    |

### Play-off-Runde
Die Spiele fanden am 30. Januar 2018 statt.
|                         | Ergebnis |                    | Region |
| ----------------------- | -------- | ------------------ | ------ |
| al Ain Club             | 2:0      | Malkiya Club       | West   |
| Zob Ahan Isfahan        | 3:1      | Aizawl FC          | West   |
| al-Gharafa SC           | 2:1      | Paxtakor Taschkent | West   |
| Nasaf Karschi           | 5:1      | al-Faisaly         | West   |
| Suwon Samsung Bluewings | 5:1      | FLC Thanh Hóa      | Ost    |
| Kashiwa Reysol          | 3:0      | Muangthong United  | Ost    |
| Shanghai SIPG           | 1:0      | Chiangrai United   | Ost    |
| Tianjin Quanjian        | 2:0      | Ceres-Negros FC    | Ost    |

## Gruppenphase
An der Gruppenphase nahmen 32 Vereine aus 11 Landesverbänden teil. 24 Mannschaften waren direkt qualifiziert, dazu kamen noch 8 (je vier aus der West- und Ostregion), die sich über die Play-off-Runde qualifizieren. Die Gruppenauslosung fand am 6. Dezember 2017 in der malaysischen Hauptstadt Kuala Lumpur statt. Die Mannschaften wurden in acht Gruppen mit je vier Teilnehmern gelost. Die Teams der Westregion bildeten die Gruppen A bis D, die der Ostregion die Gruppen E bis H. Mannschaften desselben Landesverbandes konnten nicht in dieselbe Gruppe gelost werden.
Die Gruppensieger und -zweiten qualifizierten sich für das Achtelfinale, die Dritt- und Viertplatzierten schieden aus dem Wettbewerb aus. Bei Punktgleichheit zweier oder mehrerer Mannschaften wurde die Platzierung durch folgende Kriterien ermittelt:
1. Anzahl Punkte im direkten Vergleich
2. Tordifferenz im direkten Vergleich
3. Anzahl Tore im direkten Vergleich
4. Anzahl Auswärtstore im direkten Vergleich
5. Wenn nach der Anwendung der Kriterien 1 bis 4 immer noch mehrere Mannschaften denselben Tabellenplatz belegen, werden die Kriterien 1 bis 4 erneut angewendet, jedoch ausschließlich auf die Direktbegegnungen der betreffenden Mannschaften. Sollte auch dies zu keiner definitiven Platzierung führen, werden die Kriterien 6 bis 10 angewendet.
6. Tordifferenz aus allen Gruppenspielen
7. Anzahl Tore in allen Gruppenspielen
8. Wenn es nur um zwei Mannschaften geht und diese beiden auf dem Platz stehen, kommt es zwischen diesen zu einem Elfmeterschießen.
9. Niedrigere Anzahl Punkte durch Gelbe und Rote Karten (Gelbe Karte 1 Punkt, Gelb-Rote und Rote Karte 3 Punkte, Gelbe Karte auf die eine direkte Rote Karte folgt 4 Punkte)
10. Höherer Rang des Fußballverbandes in der AFC-Vierjahreswertung

### Gruppe A
| Pl. | Verein              | Sp. | S | U | N | Tore    | Diff. | Punkte |
| --- | ------------------- | --- | - | - | - | ------- | ----- | ------ |
| 1.  | al-Ahli             | 6   | 4 | 2 | 0 | 009:400 | +5    | 14     |
| 2.  | al-Jazira Club      | 6   | 2 | 2 | 2 | 009:900 | ±0    | 08     |
| 3.  | al-Gharafa SC       | 6   | 2 | 2 | 2 | 012:900 | +3    | 08     |
| 4.  | Tractor Sazi Täbris | 6   | 0 | 2 | 4 | 002:100 | −8    | 02     |

| 12. Februar 2018    |     |                                                                   |
| al-Jazira Club      | 3:2 | al-Gharafa SC \| al-Jazira-Mohammed-Bin-Zayed-Stadion             |
| Tractor Sazi Täbris | 0:1 | al-Ahli \| al-Seeb-Stadion (in Sib) 1                             |
| 19. Februar 2018    |     |                                                                   |
| al-Gharafa SC       | 3:0 | Tractor Sazi Täbris \| al-Gharafa Stadium                         |
| al-Ahli             | 2:1 | al-Jazira Club \| King Abdullah Sports City Stadium               |
| 5. März 2018        |     |                                                                   |
| al-Jazira Club      | 0:0 | Tractor Sazi Täbris \| al-Jazira-Mohammed-Bin-Zayed-Stadion       |
| al-Gharafa SC       | 1:1 | al-Ahli \| al-Gharafa Stadium                                     |
| 13. März 2018       |     |                                                                   |
| Tractor Sazi Täbris | 1:1 | al-Jazira Club \| Yadegar-e-Emam-Stadion                          |
| al-Ahli             | 1:1 | al-Gharafa SC \| King Abdullah Sports City Stadium                |
| 3. April 2018       |     |                                                                   |
| al-Gharafa SC       | 2:3 | al-Jazira Club \| al-Gharafa Stadium                              |
| al-Ahli             | 2:0 | Tractor Sazi Täbris \| Tahnoun bin Mohammed Stadium (in al-Ain) 1 |
| 17. April 2018      |     |                                                                   |
| al-Jazira Club      | 1:2 | al-Ahli \| al-Jazira-Mohammed-Bin-Zayed-Stadion                   |
| Tractor Sazi Täbris | 1:3 | al-Gharafa SC \| Yadegar-e-Emam-Stadion                           |

Anmerkung

### Gruppe B
| Pl. | Verein              | Sp. | S | U | N | Tore    | Diff. | Punkte |
| --- | ------------------- | --- | - | - | - | ------- | ----- | ------ |
| 1.  | al-Duhail SC        | 6   | 6 | 0 | 0 | 013:600 | +7    | 18     |
| 2.  | Zob Ahan Isfahan    | 6   | 2 | 1 | 3 | 006:800 | −2    | 07     |
| 3.  | Lokomotiv Taschkent | 6   | 2 | 1 | 3 | 013:900 | +4    | 07     |
| 4.  | al-Wahda            | 6   | 1 | 0 | 5 | 006:150 | −9    | 03     |

| 12. Februar 2018    |     |                                                     |
| Lokomotiv Taschkent | 5:0 | al-Wahda \| Lokomotiv-Stadion                       |
| al-Duhail SC        | 3:1 | Zob Ahan Isfahan \| Abdullah-bin-Khalifa-Stadion    |
| 19. Februar 2018    |     |                                                     |
| Zob Ahan Isfahan    | 2:0 | Lokomotiv Taschkent \| Foolad Shahr Stadium         |
| al-Wahda            | 2:3 | al-Duhail SC \| Zayed-Sports-City-Stadion           |
| 6. März 2018        |     |                                                     |
| Zob Ahan Isfahan    | 2:0 | al-Wahda \| Foolad Shahr Stadium                    |
| al-Duhail SC        | 3:2 | Lokomotiv Taschkent \| Abdullah-bin-Khalifa-Stadion |
| 12. März 2018       |     |                                                     |
| Lokomotiv Taschkent | 1:2 | al-Duhail SC \| Lokomotiv-Stadion                   |
| al-Wahda            | 3:0 | Zob Ahan Isfahan \| Zayed-Sports-City-Stadion       |
| 3. April 2018       |     |                                                     |
| Zob Ahan Isfahan    | 0:1 | al-Duhail SC \| Foolad Shahr Stadium                |
| al-Wahda            | 1:4 | Lokomotiv Taschkent \| Zayed-Sports-City-Stadion    |
| 17. April 2018      |     |                                                     |
| al-Duhail SC        | 1:0 | al-Wahda \| Abdullah-bin-Khalifa-Stadion            |
| Lokomotiv Taschkent | 1:1 | Zob Ahan Isfahan \| Lokomotiv-Stadion               |

### Gruppe C
| Pl. | Verein             | Sp. | S | U | N | Tore    | Diff. | Punkte |
| --- | ------------------ | --- | - | - | - | ------- | ----- | ------ |
| 1.  | Persepolis Teheran | 6   | 4 | 1 | 1 | 008:300 | +5    | 13     |
| 2.  | al-Sadd SC         | 6   | 4 | 0 | 2 | 011:500 | +6    | 12     |
| 3.  | Nasaf Karschi      | 6   | 3 | 1 | 2 | 004:800 | −4    | 10     |
| 4.  | al-Wasl            | 6   | 0 | 0 | 6 | 003:100 | −7    | 0      |

| 13. Februar 2018   |     |                                                |
| Persepolis Teheran | 3:0 | Nasaf Karschi \| Azadi-Stadion                 |
| al-Wasl            | 1:2 | al-Sadd SC \| Zabeel-Stadion                   |
| 20. Februar 2018   |     |                                                |
| Nasaf Karschi      | 1:0 | al-Wasl \| Zentralstadion Qarshi               |
| al-Sadd SC         | 3:1 | Persepolis Teheran \| Jassim-Bin-Hamad-Stadion |
| 5. März 2018       |     |                                                |
| Nasaf Karschi      | 1:0 | al-Sadd SC \| Zentralstadion Qarshi            |
| Persepolis Teheran | 2:0 | al-Wasl \| Azadi-Stadion                       |
| 13. März 2018      |     |                                                |
| al-Wasl            | 0:1 | Persepolis Teheran \| Zabeel-Stadion           |
| al-Sadd SC         | 4:0 | Nasaf Karschi \| Jassim-Bin-Hamad-Stadion      |
| 2. April 2018      |     |                                                |
| Nasaf Karschi      | 0:0 | Persepolis Teheran \| Zentralstadion Qarshi    |
| al-Sadd SC         | 2:1 | al-Wasl \| Jassim-Bin-Hamad-Stadion            |
| 16. April 2018     |     |                                                |
| Persepolis Teheran | 1:0 | al-Sadd SC \| Azadi-Stadion                    |
| al-Wasl            | 1:2 | Nasaf Karschi \| Zabeel-Stadion                |

### Gruppe D
| Pl. | Verein            | Sp. | S | U | N | Tore    | Diff. | Punkte |
| --- | ----------------- | --- | - | - | - | ------- | ----- | ------ |
| 1.  | Esteghlal Teheran | 6   | 3 | 3 | 0 | 009:500 | +4    | 12     |
| 2.  | al Ain Club       | 6   | 2 | 4 | 0 | 010:600 | +4    | 10     |
| 3.  | al-Rayyan SC      | 6   | 1 | 3 | 2 | 007:110 | −4    | 06     |
| 4.  | al-Hilal          | 6   | 0 | 2 | 4 | 003:700 | −4    | 02     |

| 13. Februar 2018  |     |                                                         |
| al-Rayyan SC      | 2:2 | Esteghlal Teheran \| Jassim-Bin-Hamad-Stadion (in Doha) |
| al-Hilal          | 0:0 | al Ain Club \| KSU Stadium                              |
| 20. Februar 2018  |     |                                                         |
| al Ain Club       | 1:1 | al-Rayyan SC \| Hazza-Bin-Zayed-Stadion                 |
| Esteghlal Teheran | 1:0 | al-Hilal \| Al-Seeb-Stadion (in Sib) 1                  |
| 6. März 2018      |     |                                                         |
| al Ain Club       | 2:2 | Esteghlal Teheran \| Hazza-Bin-Zayed-Stadion            |
| al-Hilal          | 1:1 | al-Rayyan SC \| KSU Stadium                             |
| 12. März 2018     |     |                                                         |
| al-Rayyan SC      | 2:1 | al-Hilal \| Jassim-Bin-Hamad-Stadion (in Doha)          |
| Esteghlal Teheran | 1:1 | al Ain Club \| Azadi-Stadion                            |
| 2. April 2018     |     |                                                         |
| al Ain Club       | 2:1 | al-Hilal \| Hazza-Bin-Zayed-Stadion                     |
| Esteghlal Teheran | 2:0 | al-Rayyan SC \| Azadi-Stadion                           |
| 16. April 2018    |     |                                                         |
| al-Hilal          | 0:1 | Esteghlal Teheran \| al-Kuwait SC Stadium (in Kuwait) 1 |
| al-Rayyan SC      | 1:4 | al Ain Club \| Jassim-Bin-Hamad-Stadion (in Doha)       |

Anmerkung

### Gruppe E
| Pl. | Verein                 | Sp. | S | U | N | Tore    | Diff. | Punkte |
| --- | ---------------------- | --- | - | - | - | ------- | ----- | ------ |
| 1.  | Jeonbuk Hyundai Motors | 6   | 5 | 0 | 1 | 022:900 | +13   | 15     |
| 2.  | Tianjin Quanjian       | 6   | 4 | 1 | 1 | 015:110 | +4    | 13     |
| 3.  | Kashiwa Reysol         | 6   | 1 | 1 | 4 | 006:100 | −4    | 04     |
| 4.  | Kitchee SC             | 6   | 1 | 0 | 5 | 001:140 | −13   | 03     |

| 13. Februar 2018       |     |                                                          |
| Jeonbuk Hyundai Motors | 3:2 | Kashiwa Reysol \| Jeonju-World-Cup-Stadion               |
| Tianjin Quanjian       | 3:0 | Kitchee SC \| Tianjin Olympic Centre Stadium             |
| 20. Februar 2018       |     |                                                          |
| Kashiwa Reysol         | 1:1 | Tianjin Quanjian \| Kashiwa Soccer Stadium               |
| Kitchee SC             | 0:6 | Jeonbuk Hyundai Motors \| Hong Kong Stadium              |
| 6. März 2018           |     |                                                          |
| Jeonbuk Hyundai Motors | 6:3 | Tianjin Quanjian \| Jeonju-World-Cup-Stadion             |
| Kashiwa Reysol         | 1:0 | Kitchee SC \| Kashiwa Soccer Stadium                     |
| 14. März 2018          |     |                                                          |
| Tianjin Quanjian       | 4:2 | Jeonbuk Hyundai Motors \| Tianjin Olympic Centre Stadium |
| Kitchee SC             | 1:0 | Kashiwa Reysol \| Hong Kong Stadium                      |
| 4. April 2018          |     |                                                          |
| Kashiwa Reysol         | 0:2 | Jeonbuk Hyundai Motors \| Kashiwa Soccer Stadium         |
| Kitchee SC             | 0:1 | Tianjin Quanjian \| Mong Kok Stadium                     |
| 18. April 2018         |     |                                                          |
| Jeonbuk Hyundai Motors | 3:0 | Kitchee SC \| Jeonju-World-Cup-Stadion                   |
| Tianjin Quanjian       | 3:2 | Kashiwa Reysol \| Tianjin Olympic Centre Stadium         |

### Gruppe F
| Pl. | Verein            | Sp. | S | U | N | Tore    | Diff. | Punkte |
| --- | ----------------- | --- | - | - | - | ------- | ----- | ------ |
| 1.  | Shanghai SIPG     | 6   | 3 | 2 | 1 | 010:600 | +4    | 11     |
| 2.  | Ulsan Hyundai     | 6   | 2 | 3 | 1 | 015:110 | +4    | 09     |
| 3.  | Melbourne Victory | 6   | 2 | 2 | 2 | 011:160 | −5    | 08     |
| 4.  | Kawasaki Frontale | 6   | 0 | 3 | 3 | 006:900 | −3    | 03     |

| 13. Februar 2018  |     |                                                    |
| Melbourne Victory | 3:3 | Ulsan Hyundai \| Melbourne Rectangular Stadium     |
| Kawasaki Frontale | 0:1 | Shanghai SIPG \| Todoroki Athletics Stadium        |
| 20. Februar 2018  |     |                                                    |
| Ulsan Hyundai     | 2:1 | Kawasaki Frontale \| Ulsan-Munsu-Fußballstadion    |
| Shanghai SIPG     | 4:1 | Melbourne Victory \| Shanghai-Stadion              |
| 7. März 2018      |     |                                                    |
| Kawasaki Frontale | 2:2 | Melbourne Victory \| Todoroki Athletics Stadium    |
| Shanghai SIPG     | 2:2 | Ulsan Hyundai \| Shanghai-Stadion                  |
| 13. März 2018     |     |                                                    |
| Melbourne Victory | 1:0 | Kawasaki Frontale \| Melbourne Rectangular Stadium |
| Ulsan Hyundai     | 0:1 | Shanghai SIPG \| Ulsan-Munsu-Fußballstadion        |
| 4. April 2018     |     |                                                    |
| Ulsan Hyundai     | 6:2 | Melbourne Victory \| Ulsan-Munsu-Fußballstadion    |
| Shanghai SIPG     | 1:1 | Kawasaki Frontale \| Shanghai-Stadion              |
| 18. April 2018    |     |                                                    |
| Kawasaki Frontale | 2:2 | Ulsan Hyundai \| Todoroki Athletics Stadium        |
| Melbourne Victory | 2:1 | Shanghai SIPG \| Melbourne Rectangular Stadium     |

### Gruppe G
| Pl. | Verein               | Sp. | S | U | N | Tore    | Diff. | Punkte |
| --- | -------------------- | --- | - | - | - | ------- | ----- | ------ |
| 1.  | Guangzhou Evergrande | 6   | 3 | 3 | 0 | 012:600 | +6    | 12     |
| 2.  | Buriram United       | 6   | 2 | 3 | 1 | 007:600 | +1    | 09     |
| 3.  | Cerezo Osaka         | 6   | 2 | 2 | 2 | 006:800 | −2    | 08     |
| 4.  | Jeju United          | 6   | 1 | 0 | 5 | 006:110 | −5    | 03     |

| 14. Februar 2018     |     |                                                |
| Guangzhou Evergrande | 1:1 | Buriram United \| Tianhe-Stadion               |
| Jeju United          | 0:1 | Cerezo Osaka \| Jeju-World-Cup-Stadion         |
| 21. Februar 2018     |     |                                                |
| Cerezo Osaka         | 0:0 | Guangzhou Evergrande \| Nagai Stadium          |
| Buriram United       | 0:2 | Jeju United \| Buriram Stadium                 |
| 6. März 2018         |     |                                                |
| Buriram United       | 2:0 | Cerezo Osaka \| Buriram Stadium                |
| Guangzhou Evergrande | 5:3 | Jeju United \| Tianhe-Stadion                  |
| 14. März 2018        |     |                                                |
| Jeju United          | 0:2 | Guangzhou Evergrande \| Jeju-World-Cup-Stadion |
| Cerezo Osaka         | 2:2 | Buriram United \| Nagai Stadium                |
| 3. April 2018        |     |                                                |
| Cerezo Osaka         | 2:1 | Jeju United \| Nagai Stadium                   |
| Buriram United       | 1:1 | Guangzhou Evergrande \| Buriram Stadium        |
| 17. April 2018       |     |                                                |
| Guangzhou Evergrande | 3:1 | Cerezo Osaka \| Tianhe-Stadion                 |
| Jeju United          | 0:1 | Buriram United \| Jeju-World-Cup-Stadion       |

### Gruppe H
| Pl. | Verein                  | Sp. | S | U | N | Tore    | Diff. | Punkte |
| --- | ----------------------- | --- | - | - | - | ------- | ----- | ------ |
| 1.  | Suwon Samsung Bluewings | 6   | 3 | 1 | 2 | 008:700 | +1    | 10     |
| 2.  | Kashima Antlers         | 6   | 2 | 3 | 1 | 008:600 | +2    | 09     |
| 3.  | Sydney FC               | 6   | 1 | 3 | 2 | 007:800 | −1    | 06     |
| 4.  | Shanghai Shenhua        | 6   | 0 | 5 | 1 | 006:800 | −2    | 05     |

| 14. Februar 2018        |     |                                                            |
| Sydney FC               | 0:2 | Suwon Samsung Bluewings \| Sydney Football Stadium         |
| Kashima Antlers         | 1:1 | Shanghai Shenhua \| Kashima Soccer Stadium                 |
| 21. Februar 2018        |     |                                                            |
| Suwon Samsung Bluewings | 1:2 | Kashima Antlers \| Suwon-World-Cup-Stadion                 |
| Shanghai Shenhua        | 2:2 | Sydney FC \| Shanghai-Hongkou-Fußballstadion               |
| 7. März 2018            |     |                                                            |
| Sydney FC               | 0:2 | Kashima Antlers \| Sydney Football Stadium                 |
| Suwon Samsung Bluewings | 1:1 | Shanghai Shenhua \| Suwon-World-Cup-Stadion                |
| 13. März 2018           |     |                                                            |
| Kashima Antlers         | 1:1 | Sydney FC \| Kashima Soccer Stadium                        |
| Shanghai Shenhua        | 0:2 | Suwon Samsung Bluewings \| Shanghai-Hongkou-Fußballstadion |
| 3. April 2018           |     |                                                            |
| Suwon Samsung Bluewings | 1:4 | Sydney FC \| Suwon-World-Cup-Stadion                       |
| Shanghai Shenhua        | 2:2 | Kashima Antlers \| Shanghai-Hongkou-Fußballstadion         |
| 17. April 2018          |     |                                                            |
| Sydney FC               | 0:0 | Shanghai Shenhua \| Sydney Football Stadium                |
| Kashima Antlers         | 0:1 | Suwon Samsung Bluewings \| Kashima Soccer Stadium          |

## Finalrunde
Die bereits seit den Qualifikationsrunden bestehende Aufteilung in die West- und Ostregion wurde in der Finalrunde bis zum Finale fortgeführt.

### Achtelfinale
Die Spielpaarungen für das Achtelfinale wurden schon bei der Auslosung der Gruppenphase im Dezember 2017 blind festgelegt. So konnte es dazu kommen, dass Mannschaften desselben Landesverbandes gegeneinander spielen mussten. Es traf je ein Gruppenzweiter auf einen Gruppensieger einer anderen Gruppe, wobei die Gruppensieger das Hinspiel zunächst auswärts bestritten. Die Hinspiele fanden vom 7. bis zum 9. Mai 2018 statt, die Rückspiele vom 14. bis zum 16. Mai 2018.
|                  | Gesamt    |                         | Hinspiel | Rückspiel | Region |
| ---------------- | --------- | ----------------------- | -------- | --------- | ------ |
| al-Jazira Club   | (a)4:4(a) | Persepolis Teheran      | 3:2      | 1:2       | West   |
| al-Sadd SC       | 4:3       | al-Ahli                 | 2:1      | 2:2       | West   |
| Zob Ahan Isfahan | 2:3       | Esteghlal Teheran       | 1:0      | 1:3       | West   |
| al Ain Club      | 3:8       | al-Duhail SC            | 2:4      | 1:4       | West   |
| Tianjin Quanjian | (a)2:2(a) | Guangzhou Evergrande    | 0:0      | 2:2       | Ost    |
| Buriram United   | 3:4       | Jeonbuk Hyundai Motors  | 3:2      | 0:2       | Ost    |
| Ulsan Hyundai    | 1:3       | Suwon Samsung Bluewings | 1:0      | 0:3       | Ost    |
| Kashima Antlers  | 4:3       | Shanghai SIPG           | 3:1      | 1:2       | Ost    |

### Viertelfinale
Die Spielpaarungen für das Viertelfinale wurden am 23. Mai 2018 ausgelost. Es gab dabei keine gesetzten Mannschaften und Teams desselben Landesverbandes konnten einander zugelost werden. Die Hinspiele fanden vom 27. bis zum 29. August 2018 statt, die Rückspiele vom 17. bis zum 19. September 2018.
|                        | Gesamt         |                         | Hinspiel | Rückspiel | Region |
| ---------------------- | -------------- | ----------------------- | -------- | --------- | ------ |
| Esteghlal Teheran      | 3:5            | al-Sadd SC              | 1:3      | 2:2       | West   |
| al-Duhail SC           | 2:3            | Persepolis Teheran      | 1:0      | 1:3       | West   |
| Kashima Antlers        | 5:0            | Tianjin Quanjian        | 2:0      | 3:0       | Ost    |
| Jeonbuk Hyundai Motors | 3:3 (2:4 i E.) | Suwon Samsung Bluewings | 0:3      | 3:0 n. V. | Ost    |

### Halbfinale
Im Halbfinale spielten die zwei Mannschaften aus der Westregion und die zwei aus der Ostregion jeweils gegeneinander. Die Reihenfolge der Spiele wurde vor der Auslosung des Viertelfinales festgelegt. Die Hinspiele fanden am 2. und 3. Oktober 2018 statt, die Rückspiele am 23. und 24. Oktober 2018.
|                 | Gesamt |                         | Hinspiel | Rückspiel | Region |
| --------------- | ------ | ----------------------- | -------- | --------- | ------ |
| al-Sadd SC      | 1:2    | Persepolis Teheran      | 0:1      | 1:1       | West   |
| Kashima Antlers | 6:5    | Suwon Samsung Bluewings | 3:2      | 3:3       | Ost    |

### Finale

#### Hinspiel
| Kashima Antlers                                                               | Kashima Antlers | Persepolis Teheran | Persepolis Teheran | Aufstellung                                          |
| ----------------------------------------------------------------------------- | --- | --- | ------------------ | ---------------------------------------------------- |
| Kashima Antlers                                                               | \| 3. November 2018 um 15:00 (07:00 Uhr MEZ) in Kashima (Kashima Soccer Stadium) \| \| Ergebnis: 2:0 (0:0) \| \| Zuschauer: 35.022 \| \| Schiedsrichter: Ma Ning ( China) \| \| Spielbericht \|                                     | \| 3. November 2018 um 15:00 (07:00 Uhr MEZ) in Kashima (Kashima Soccer Stadium) \| \| Ergebnis: 2:0 (0:0) \| \| Zuschauer: 35.022 \| \| Schiedsrichter: Ma Ning ( China) \| \| Spielbericht \|                                                     | Persepolis Teheran | Aufstellung Kashima Antlers gegen Persepolis Teheran |
| Kashima Antlers                                                               | Kwoun Sun-tae – Daigo Nishi, Shūto Yamamoto, Gen Shōji , Jung Seung-hyun – Kento Misao, Shōma Doi (80. Ryōta Nagaki), Léo Silva, Serginho (90.+1' Takeshi Kanamori) – Yūma Suzuki, Hiroki Abe (69. Kōki Anzai) Cheftrainer: Gō Ōiwa | Alireza Beiranvand – Shayan Mosleh, Jalal Hosseini , Shoja Khalilzadeh, Mohammad Ansari – Siamak Nemati, Kamal Kamyabinia, Bashar Resan, Ahmad Nourollahi (70. Omid Alishah) – Ali Alipour, Godwin Mensha Cheftrainer: Branko Ivanković ( Kroatien) | Persepolis Teheran | Aufstellung Kashima Antlers gegen Persepolis Teheran |
| Kashima Antlers                                                               | 1:0 Silva (58.) 2:0 Serginho (70.) | | Persepolis Teheran | Aufstellung Kashima Antlers gegen Persepolis Teheran |
| Kashima Antlers                                                               | Abe (11.) | Nemati (62.), Khalilzadeh (72.) | Persepolis Teheran | Aufstellung Kashima Antlers gegen Persepolis Teheran |
| Kashima Antlers                                                               | Nemati (90.+2') | | Persepolis Teheran | Aufstellung Kashima Antlers gegen Persepolis Teheran |
| Kashima Antlers                                                               | Spieler des Spiels: Léo Silva (Kashima Antlers) | | Persepolis Teheran | Aufstellung Kashima Antlers gegen Persepolis Teheran |
| 3. November 2018 um 15:00 (07:00 Uhr MEZ) in Kashima (Kashima Soccer Stadium) | | |                    |                                                      |
| Ergebnis: 2:0 (0:0)                                                           | | |                    |                                                      |
| Zuschauer: 35.022                                                             | | |                    |                                                      |
| Schiedsrichter: Ma Ning ( China)                                              | | |                    |                                                      |
| Spielbericht                                                                  | | |                    |                                                      |

#### Rückspiel
| Persepolis Teheran                                                    | Persepolis Teheran | Kashima Antlers | Kashima Antlers | Aufstellung                                          |
| --------------------------------------------------------------------- | --- | --- | --------------- | ---------------------------------------------------- |
| Persepolis Teheran                                                    | \| 10. November 2018 um 18:30 (16:00 Uhr MEZ) in Teheran (Azadi-Stadion) \| \| Ergebnis: 0:0 \| \| Zuschauer: 100.000 \| \| Schiedsrichter: Ahmed al-Kaf ( Oman) \| \| Spielbericht \|                                                                                       | \| 10. November 2018 um 18:30 (16:00 Uhr MEZ) in Teheran (Azadi-Stadion) \| \| Ergebnis: 0:0 \| \| Zuschauer: 100.000 \| \| Schiedsrichter: Ahmed al-Kaf ( Oman) \| \| Spielbericht \|                                              | Kashima Antlers | Aufstellung Persepolis Teheran gegen Kashima Antlers |
| Persepolis Teheran                                                    | Alireza Beiranvand – Shoja Khalilzadeh, Jalal Hosseini , Mohammad Ansari (69. Ehsan Alvanzadeh), Shayan Mosleh – Kamal Kamyabinia, Adam Hemati (64. Mohsen Rabiekhah), Ahmad Nourollahi, Bashar Resan – Ali Alipour, Godwin Mensha Cheftrainer: Branko Ivanković ( Kroatien) | Kwoun Sun-tae – Daigo Nishi, Jung Seung-hyun, Gen Shōji , Shūto Yamamoto – Shōma Doi (68. Kōki Anzai), Kento Misao, Léo Silva, Hiroki Abe (90.+3' Takeshi Kanamori) – Serginho, Yūma Suzuki (77. Ryōta Nagaki) Cheftrainer: Gō Ōiwa | Kashima Antlers | Aufstellung Persepolis Teheran gegen Kashima Antlers |
| Persepolis Teheran                                                    | Nourollahi (90.+1') | Silva (43.), Nishi (70.) | Kashima Antlers | Aufstellung Persepolis Teheran gegen Kashima Antlers |
| Persepolis Teheran                                                    | Spieler des Spiels: Godwin Mensha (Persepolis Teheran) | | Kashima Antlers | Aufstellung Persepolis Teheran gegen Kashima Antlers |
| 10. November 2018 um 18:30 (16:00 Uhr MEZ) in Teheran (Azadi-Stadion) | | |                 |                                                      |
| Ergebnis: 0:0                                                         | | |                 |                                                      |
| Zuschauer: 100.000                                                    | | |                 |                                                      |
| Schiedsrichter: Ahmed al-Kaf ( Oman)                                  | | |                 |                                                      |
| Spielbericht                                                          | | |                 |                                                      |

## Torschützenliste
Nachfolgend sind die besten Torschützen der Champions-League-Saison (ohne Qualifikation) aufgeführt. Bei gleicher Anzahl an Toren sind die Spieler alphabetisch sortiert.
| Rang                   | Nat                          | Spieler           | Verein                                     | Tore |
| ---------------------- | ---------------------------- | ----------------- | ------------------------------------------ | ---- |
| 01                     | Algerien                     | Baghdad Bounedjah | al-Sadd SC                                 | 13   |
| 02                     | Marokko                      | Youssef El-Arabi  | al-Duhail SC                               | 09   |
|                        | Montenegro                   | Dejan Damjanović  | Suwon Samsung Bluewings                    | 09   |
| 04                     | Brasilien                    | Ricardo Goulart   | Guangzhou Evergrande                       | 07   |
|                        | Senegal                      | Mame Thiam        | Esteghlal Teheran                          | 07   |
| 06                     | Schweden                     | Marcus Berg       | al-Ain                                     | 06   |
|                        | Korea Sud                    | Kim Shin-wook     | Jeonbuk Hyundai Motors                     | 06   |
|                        | Brasilien                    | Romarinho         | al-Jazira Club                             | 06   |
| 09                     | Brasilien                    | Adriano           | Jeonbuk Hyundai Motors                     | 05   |
|                        | Iran                         | Ali Alipour       | Persepolis Teheran                         | 05   |
|                        | Saudi-Arabien                | Muhannad Assiri   | al-Ahli                                    | 05   |
|                        | Vereinigte Arabische Emirate | Ali Mabkhout      | al-Jazira Club                             | 05   |
|                        | Brasilien                    | Serginho          | Kashima Antlers                            | 05   |
|                        | Iran                         | Morteza Tabrizi   | Zob Ahan Isfahan (4) Esteghlal Teheran (1) | 05   |
|                        | Iran                         | Mehdi Taremi      | al-Gharafa SC                              | 05   |
| Stand: Ende der Saison |                              |                   |                                            |      |

## Eingesetzte Spieler von Kashima Antlers
| Kashima Antlers | - Tor: Kwoun Sun-tae (10/-); Hitoshi Sogahata (4/-) - Abwehr: Shūto Yamamoto (10/1); Kōki Anzai (10/-); Tomoya Inukai (10/-); Gen Shōji (9/-); Daigo Nishi (6/2); Naomichi Ueda (6/1); Jung Seung-hyun (6/-); Atsuto Uchida (4/1); Yukitoshi Itō (4/-); Yūto Misao (1/-); Itsuki Oda (1/-) - Mittelfeld: Shōma Doi (13/3); Ryōta Nagaki (13/-); Léo Silva (11/2); Kento Misao (11/-); Yasushi Endō (7/1); Serginho (6/5); Mitsuo Ogasawara (6/-); Atsutaka Nakamura (4/-); Kazuma Yamaguchi (3/-) Leandro (1/1) - Sturm: Yūma Suzuki (14/2); Hiroki Abe (8/1); Takeshi Kanamori (8/-); Mū Kanazaki (6/3); Pedro Júnior (3/-) - Trainer: Gō Ōiwa |

## Schiedsrichter
Die 126 Spiele wurden von 36 verschiedenen Schiedsrichtern aus 19 Ländern geleitet. Jeweils vier Schiedsrichter stammten aus Japan und Usbekistan, drei aus Australien sowie je zwei aus Bahrain, China, dem Irak, Katar, dem Oman, Saudi-Arabien, Sri Lanka, Südkorea und den Vereinigten Arabischen Emiraten.
Für das Finale waren der Chinese Ma Ning (Hinspiel) und der Omaner Ahmed al-Kaf (Rückspiel) verantwortlich.
| Schiedsrichter                    | Land               | Geboren       | Spiele |     |   |   |
| --------------------------------- | ------------------ | ------------- | ------ | --- | - | - |
| Ali Abdulnabi                     | Bahrain            | 14. Okt. 1971 | 003    | 010 | 0 | 0 |
| Rowan Arumughan                   | Indien             | 7. Sep. 1979  | 001    | 003 | 0 | 0 |
| Aziz Asimov                       | Usbekistan         | 14. Okt. 1981 | 001    | 005 | 0 | 0 |
| Chris Beath                       | Australien         | 17. Nov. 1984 | 005    | 018 | 0 | 0 |
| Ravshan Ermatov                   | Usbekistan         | 9. Aug. 1977  | 004    | 015 | 0 | 0 |
| Alireza Faghani                   | Iran               | 21. Mär. 1978 | 004    | 016 | 0 | 0 |
| Fu Ming                           | China              | 5. Jan. 1983  | 003    | 011 | 0 | 0 |
| Mark Geiger                       | Vereinigte Staaten | 25. Aug. 1974 | 001    | 004 | 0 | 0 |
| Jarred Gillett                    | Australien         | 1. Nov. 1986  | 002    | 011 | 0 | 0 |
| Peter Green                       | Australien         | 29. Mai 1978  | 003    | 013 | 0 | 0 |
| Jumpei Iida                       | Japan              | 14. Aug. 1981 | 003    | 009 | 1 | 0 |
| Abdulrahman al-Jassim             | Katar              | 14. Okt. 1987 | 004    | 013 | 0 | 0 |
| Ammar al-Jeneibi                  | Ver. Arab. Emirate | 10. Mai 1982  | 003    | 009 | 0 | 0 |
| Ahmed al-Kaf                      | Oman               | 6. Mär. 1983  | 006    | 021 | 0 | 0 |
| Turki al-Khudhayr                 | Saudi-Arabien      | 30. Nov. 1979 | 002    | 006 | 0 | 0 |
| Kim Dong-jin                      | Südkorea           | 9. Juni 1973  | 003    | 014 | 0 | 0 |
| Hiroyuki Kimura                   | Japan              | 30. Jan. 1982 | 003    | 014 | 0 | 0 |
| Ko Hyung-jin                      | Südkorea           | 20. Juni 1982 | 003    | 013 | 0 | 0 |
| Valentin Kovalenko                | Usbekistan         | 9. Aug. 1975  | 005    | 010 | 0 | 0 |
| Liu Kwok Man                      | Hongkong           | 1. Juli 1978  | 003    | 010 | 0 | 0 |
| Ma Ning                           | China              | 14. Juni 1979 | 006    | 020 | 2 | 2 |
| Adham Makhadmeh                   | Jordanien          | 13. Feb. 1987 | 005    | 012 | 1 | 1 |
| Khamis al-Marri                   | Katar              | 6. Juli 1984  | 004    | 007 | 0 | 0 |
| Fahad al-Mirdasi                  | Saudi-Arabien      | 16. Aug. 1985 | 003    | 002 | 0 | 1 |
| Mohammed Abdullah Hassan Mohammed | Ver. Arab. Emirate | 2. Dez. 1978  | 006    | 030 | 0 | 0 |
| Gamini Nivon                      | Sri Lanka          | 24. Juli 1984 | 002    | 003 | 0 | 0 |
| Hettikamkanamge Perera            | Sri Lanka          | 19. Sep. 1978 | 006    | 022 | 1 | 1 |
| Ali Sabah                         | Irak               | 1. Jan. 1977  | 003    | 005 | 0 | 0 |
| Mohanad Qasim Sarray              | Irak               | 22. Mai 1980  | 005    | 018 | 0 | 0 |
| Ryūji Satō                        | Japan              | 16. Apr. 1977 | 003    | 011 | 0 | 1 |
| Nawaf Shukralla                   | Bahrain            | 13. Okt. 1976 | 004    | 013 | 0 | 0 |
| Ilgiz Tantashev                   | Usbekistan         | 5. Apr. 1984  | 003    | 006 | 0 | 0 |
| Muhammad Taqi                     | Singapur           | 25. Okt. 1986 | 006    | 022 | 2 | 0 |
| Minoru Tōjō                       | Japan              | 30. Aug. 1976 | 002    | 003 | 0 | 0 |
| Mohd Amirul Izwan Yaacob          | Malaysia           | 25. Apr. 1986 | 005    | 016 | 0 | 0 |
| Omar al-Yaqoubi                   | Oman               | 3. Juli 1987  | 001    | 006 | 0 | 0 |
| Gesamt                            | Gesamt             | Gesamt        | 126    | 421 | 7 | 6 |